# Anita Ward
Anita Ward (Memphis, Tennessee, 20 de diciembre de 1956) es una cantante estadounidense, conocida a nivel mundial por su sencillo de 1979 "Ring My Bell".

## Carrera
Antes de firmar un contrato discográfico, Ward obtuvo su título en psicología en Rust College, en Holly Springs, Mississippi, y se tituló como profesora. Mientras grababa lo que iba a ser su álbum debut, la compañía discográfica de Frederick Knight le presentó una canción, que más tarde sería de Stacy Lattisaw. A Ward no le gustó esta canción, pero Knight insistía en que la canción era necesaria para capitalizar la tendencia de música disco, y Ward aceptó. La canción, que al principio era una melodía dirigida a adolescentes que hablan por teléfono, más tarde volvió a reescribirse con una letra dirigida más para adultos, y el resultado fue "Ring My Bell". El sencillo alcanzó el puesto #1 en Canadá, Estados Unidos, y en el Reino Unido en 1979. Discusiones con Frederick Knight, un accidente automovilístico y la lenta desaparición de la música disco a finales de los años 70, declinaron la carrera de Ward, lo que la hizo merecer el título de one-hit wonder. Seguido del éxito de este sencillo, Ward no consiguió otro éxito. Tiempo después, lanzó "Don't Drop My Love", que no consiguió el mismo éxito, pero alcanzó a llegar al puesto #87 en Billboard Hot 100 en los Estados Unidos.[cita requerida]
Durante la Nochevieja del 2002, Ward interpretó "Ring My Bell" en el Times Square en la Ciudad de Nueva York ante una muchedumbre de parrandistas como parte de la celebración oficial en la ciudad. En la Nochevieja del 2005, Ward interpretó su único exitoso sencillo en el Beale Street en Memphis, Tennessee y varias otras canciones disco.[cita requerida]
También se presentó en Zagreb, Croacia, el 4 de enero del 2006, la noche antes de la Copa del Mundo de Esquí Alpino, con otros artistas de música disco, como Nile Rodgers, Chic, Village People, Thelma Houston y Rose Royce.[cita requerida]

## Discografía

### Álbumes de estudio
| Año  | Álbum                 | Álbumes de Estados Unidos | Álbumes pop de Estados Unidos |
| ---- | --------------------- | ------------------------- | ----------------------------- |
| 1979 | Songs of Love         | 2                         | 8                             |
| 1979 | Sweet Surrender       | —                         | —                             |
| 1989 | Wherever There's Love | —                         | —                             |

### Sencillos
| 1979                                             | "Ring My Bell" (remasterizado en 2006) | 1  | 1 | 1 | 1 | Songs of Love         |
| 1979                                             | "Make Believe Lovers"                  | —  | — | — | — | Songs of Love         |
| 1979                                             | "Don't Drop My Love"                   | 87 | — | — | — | Sweet Surrender       |
| 1980                                             | "Can't Nobody Love Me Like You Do"     | —  | — | — | — | Sweet Surrender       |
| 1981                                             | "Cover Me"                             | —  | — | — | — | Sweet Surrender       |
| 1989                                             | "Be My Baby"                           | —  | — | — | — | Wherever There's Love |
| 2011                                             | "It's My Night"                        | —  | — | — | — | Sencillo sin álbum    |
| "—" denota que no entró en las listas de éxitos. |                                        |    |   |   |   |                       |